# Confusione
Con il termine confusione (o confusione mentale o stato confusionale) si intende un particolare stato psicologico in cui il soggetto non riesce ad interpretare (ovvero organizzare in percezioni coerenti) le sensazioni, le quali producono impulsi contraddittori, anche solo per un'avvertita urgenza di reazione. Un esempio in tal senso è costituito dagli stati deliranti tipici di psicosi ed altro.